# Hoboksar
Huyện tự trị dân tộc Mông Cổ - Hoboksar (giản thể: 和布克赛尔蒙古自治县; phồn thể: 和布克賽爾蒙古自治縣; bính âm: Hébùkèsài'ěr Měnggǔ Zìzhìxiàn, Hán Việt: Hòa Bố Khắc Tái Nhĩ Mông Cổ tự trị huyện) là một huyện tự trị của địa khu Tháp Thành, Châu tự trị dân tộc Kazakh - Ili (Y Lê), khu tự trị Tân Cương, Trung Quốc.

## Hành chính

### Trấn
- Hòa Bố Khắc Tái Nhĩ (和布克赛尔镇)
- Hòa Thập Thác Lạc Cái (和什托洛盖镇)

### Hương
- Hạ Tư Cái (夏孜盖乡)
- Thiết Bố Khẳng Ô Tán (铁布肯乌散乡)
- Tra Can Khố Lặc (查干库勒乡)
- Ba Âm Ngao Bao (巴音敖包乡)
- Mạc Đặc Cách (莫特格乡)

## Khí hậu
| Dữ liệu khí hậu của Hoboksar (1981–2010)                        | Dữ liệu khí hậu của Hoboksar (1981–2010) | Dữ liệu khí hậu của Hoboksar (1981–2010) | Dữ liệu khí hậu của Hoboksar (1981–2010) | Dữ liệu khí hậu của Hoboksar (1981–2010) | Dữ liệu khí hậu của Hoboksar (1981–2010) | Dữ liệu khí hậu của Hoboksar (1981–2010) | Dữ liệu khí hậu của Hoboksar (1981–2010) | Dữ liệu khí hậu của Hoboksar (1981–2010) | Dữ liệu khí hậu của Hoboksar (1981–2010) | Dữ liệu khí hậu của Hoboksar (1981–2010) | Dữ liệu khí hậu của Hoboksar (1981–2010) | Dữ liệu khí hậu của Hoboksar (1981–2010) | Dữ liệu khí hậu của Hoboksar (1981–2010) |
| Tháng                                                           | 1                                        | 2                                        | 3                                        | 4                                        | 5                                        | 6                                        | 7                                        | 8                                        | 9                                        | 10                                       | 11                                       | 12                                       | Năm                                      |
| --------------------------------------------------------------- | ---------------------------------------- | ---------------------------------------- | ---------------------------------------- | ---------------------------------------- | ---------------------------------------- | ---------------------------------------- | ---------------------------------------- | ---------------------------------------- | ---------------------------------------- | ---------------------------------------- | ---------------------------------------- | ---------------------------------------- | ---------------------------------------- |
| Cao kỉ lục °C (°F)                                              | 6.2 (43.2)                               | 8.8 (47.8)                               | 19.7 (67.5)                              | 28.9 (84.0)                              | 31.3 (88.3)                              | 33.9 (93.0)                              | 36.8 (98.2)                              | 34.7 (94.5)                              | 31.7 (89.1)                              | 26.4 (79.5)                              | 16.1 (61.0)                              | 10.8 (51.4)                              | 36.8 (98.2)                              |
| Trung bình ngày tối đa °C (°F)                                  | −6.1 (21.0)                              | −3.5 (25.7)                              | 2.9 (37.2)                               | 12.4 (54.3)                              | 19.2 (66.6)                              | 24.2 (75.6)                              | 25.8 (78.4)                              | 24.4 (75.9)                              | 18.8 (65.8)                              | 10.4 (50.7)                              | 1.1 (34.0)                               | −4.8 (23.4)                              | 10.4 (50.7)                              |
| Trung bình ngày °C (°F)                                         | −12.2 (10.0)                             | −9.7 (14.5)                              | −3.1 (26.4)                              | 5.8 (42.4)                               | 12.7 (54.9)                              | 17.8 (64.0)                              | 19.5 (67.1)                              | 17.9 (64.2)                              | 12.1 (53.8)                              | 4.1 (39.4)                               | −4.5 (23.9)                              | −10.5 (13.1)                             | 4.2 (39.5)                               |
| Tối thiểu trung bình ngày °C (°F)                               | −16.3 (2.7)                              | −14.3 (6.3)                              | −8.1 (17.4)                              | 0.1 (32.2)                               | 6.6 (43.9)                               | 11.7 (53.1)                              | 13.9 (57.0)                              | 12.0 (53.6)                              | 6.4 (43.5)                               | −0.8 (30.6)                              | −8.5 (16.7)                              | −14.4 (6.1)                              | −1.0 (30.3)                              |
| Thấp kỉ lục °C (°F)                                             | −29.1 (−20.4)                            | −28.5 (−19.3)                            | −24.1 (−11.4)                            | −17.3 (0.9)                              | −6.5 (20.3)                              | 1.4 (34.5)                               | 5.3 (41.5)                               | −0.7 (30.7)                              | −7.7 (18.1)                              | −16.7 (1.9)                              | −31.1 (−24.0)                            | −32.0 (−25.6)                            | −32.0 (−25.6)                            |
| Lượng Giáng thủy trung bình mm (inches)                         | 3.7 (0.15)                               | 2.6 (0.10)                               | 6.4 (0.25)                               | 7.7 (0.30)                               | 15.1 (0.59)                              | 22.0 (0.87)                              | 38.5 (1.52)                              | 25.2 (0.99)                              | 10.4 (0.41)                              | 5.8 (0.23)                               | 5.6 (0.22)                               | 4.8 (0.19)                               | 147.8 (5.82)                             |
| Số ngày giáng thủy trung bình (≥ 0.1 mm)                        | 4.1                                      | 3.8                                      | 5.6                                      | 5.3                                      | 7.2                                      | 9.4                                      | 11.0                                     | 8.6                                      | 5.7                                      | 4.1                                      | 5.1                                      | 5.3                                      | 75.2                                     |
| Độ ẩm tương đối trung bình (%)                                  | 65                                       | 62                                       | 57                                       | 46                                       | 43                                       | 44                                       | 49                                       | 47                                       | 47                                       | 55                                       | 64                                       | 67                                       | 54                                       |
| Số giờ nắng trung bình tháng                                    | 181.5                                    | 198.0                                    | 253.1                                    | 273.6                                    | 297.7                                    | 291.4                                    | 300.2                                    | 299.1                                    | 271.3                                    | 226.3                                    | 170.6                                    | 155.1                                    | 2.917,9                                  |
| Phần trăm nắng có thể                                           | 66                                       | 69                                       | 69                                       | 68                                       | 64                                       | 62                                       | 63                                       | 68                                       | 72                                       | 67                                       | 61                                       | 58                                       | 66                                       |
| Nguồn: Cục Khí tượng Trung Quốc (ngày có mưa và nắng 1971–2000) |                                          |                                          |                                          |                                          |                                          |                                          |                                          |                                          |                                          |                                          |                                          |                                          |                                          |

## Nhân khẩu
Người Mông Cổ Trung Quốc sống ở Bayingolin và Hoboksar có nhiều nguồn gốc khác nhau. Đa số là người Torghut nói tiếng Oirat. Người Mông Cổ Chahar di cư từ Nội Mông cũng sống ở Hoboksar và Bayingolin, ngoài ra còn có người Mông Cổ Uriankhai, những người thuộc dân tộc Mông Cổ ở Trung Quốc nhưng lại là người Tuva, theo một số quan sát viên bên ngoài. Một số lượng lớn người Daur và người Đông Hương chủ yếu sống ở Hoboksar và họ nói các ngôn ngữ Mông Cổ.

## Văn hóa
Hoboksar theo truyền thống được coi là nơi xuất xứ của Sử thi Jangar. Cung Văn hóa và Nghệ thuật Jangar (江格尔文化艺术宫) được khai trương tại huyện vào năm 2014.

## Giao thông
Quốc lộ 217 của Trung Quốc và đường sắt Khuê Đồn–Bắc Đồn mới đều đi qua huyện Hoboksar dọc theo cùng một hành lang bắc-nam. Có dịch vụ hành khách hàng ngày tại nhà ga Hoxtolgay.